# Margareta Stenman
Margareta Stenman, ursprungligen Öberg, född 1739, död 1811, var en svensk författare som främst är känd för en självbiografi om sitt herrnhutiska liv.
Stenman föddes i Stockholm, och kom från enkla förhållanden. Hennes fader var skeppstimmerman. Hon levde hela sitt liv i Stockholm, och gifte sig vid 23 års ålder med en metallarbetare. Hon var verksam som piga och hushållerska, och var troende herrnhutare. 1779 skrev hon en självbiografi om sitt herrnhutiska liv, där hon skildrade sina inre kamper, inte minst sin förälskelse till en herrnhutisk präst.